# Rissoidae
Rissoidae är en familj av snäckor. Enligt Catalogue of Life ingår Rissoidae i ordningen Neotaenioglossa, klassen snäckor, fylumet blötdjur och riket djur, men enligt Dyntaxa är tillhörigheten istället ordningen Mesogastropoda, klassen snäckor, fylumet blötdjur och riket djur. Enligt Catalogue of Life omfattar familjen Rissoidae 249 arter.

## Bildgalleri

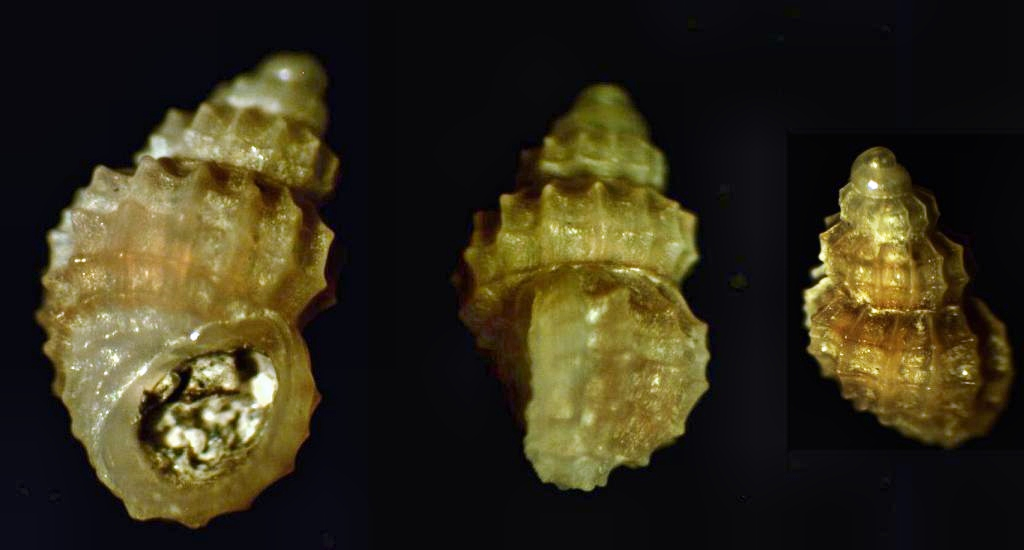
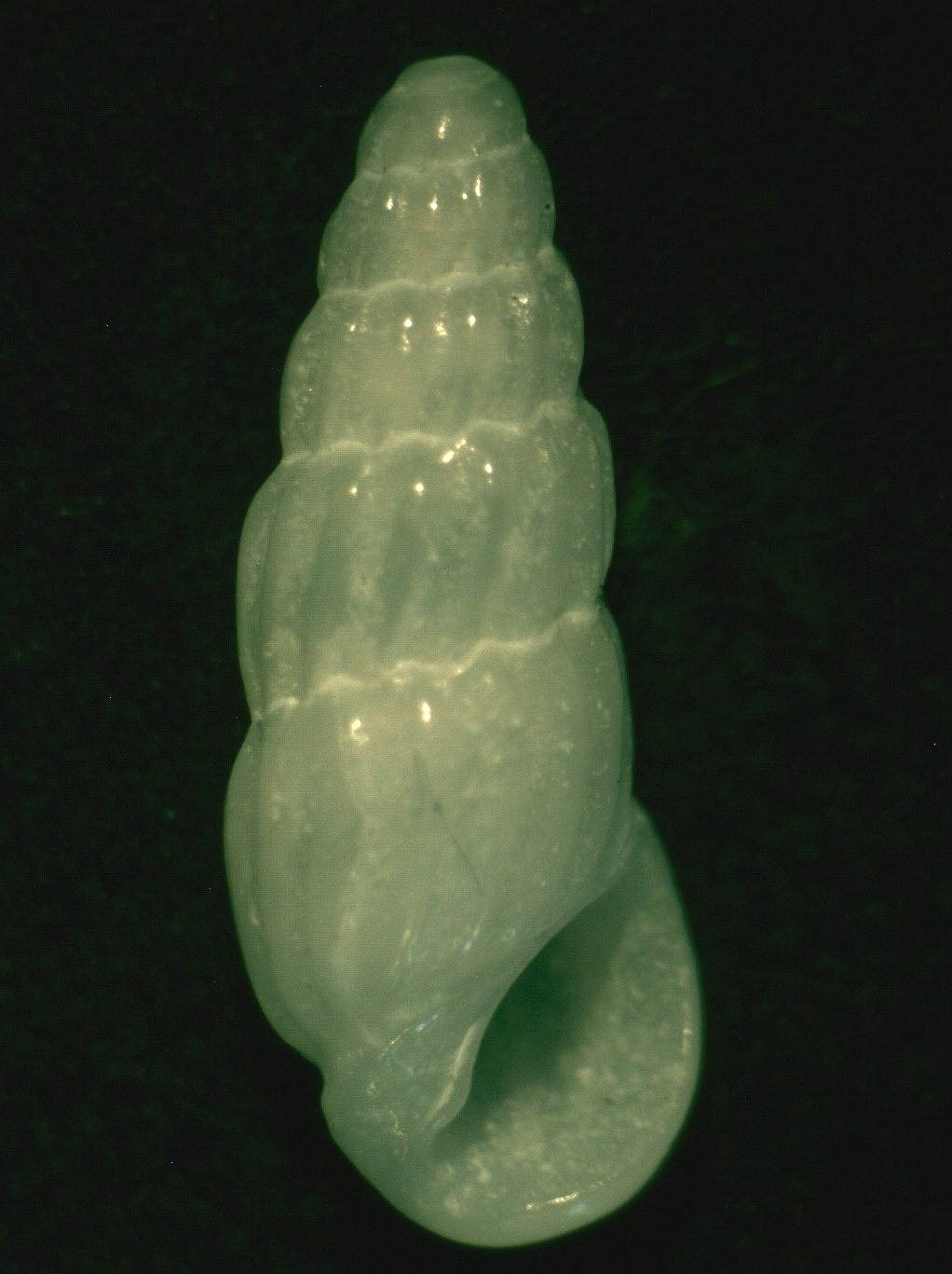

## Dottertaxa till Rissoidae, i alfabetisk ordning[1][2]
- Alvania
- Anabathron
- Attenuata
- Benthonella
- Benthonellania
- Boreocingula
- Cingula
- Crepitacella
- Crisilla
- Floridiscrobs
- Folinia
- Frigidoalvania
- Isselia
- Lironoba
- Manzonia
- Merelina
- Microstelma
- Nannoteretispira
- Obtusella
- Onoba
- Parashiela
- Powellisetia
- Powellsetia
- Pseudosetia
- Pusillina
- Rissoa
- Rissoina
- Schwartziella
- Setia
- Stosica
- Stosicia
- Striatestea
- Vitricithra
- Zebina